# Amat Escalante
Amat Escalante (28 de fevereiro de 1979) é um diretor, roteirista e produtor mexicano. Ele é mais conhecido por dirigir o polêmico filme de drama criminal Heli, pelo qual ganhou o prêmio de melhor diretor no Festival de Cannes de 2013, e por dirigir o drama La región salvaje (2016), pelo qual recebeu o Leão de prata de melhor diretor no Festival de Veneza de 2016.

## Filmografia
- La región salvaje (2016)
- Heli (2013)
- Los bastardos (2008)
- Sangre (2005)
- Amarrados (2002) (curta-metragem)